# Штюкельбергер, Кристин
Кристин Штюкельбергер (нем. Christine Stückelberger; род. 22 мая 1947, Берн) — швейцарская конница. Чемпионка Летних Олимпийских игр 1976 года и бронзовый призёр Летних Олимпийских игр 1988 года в индивидуальной выездке. Трёхкратный серебряный призёр Олимпийских игр 1976, 1984 и 1988 годов в командной выездке. Первая швейцарская спортсменка, принявшая участие в шести Олимпиадах.